# Мизийски говори
Мизийски говори са традиционните за старата област Мизия говори, характерни и в Лудогорието. Днес обаче ареалът им е силно ограничен.
Мизийските говори в миналого са заемали цялата Дунавска равнина от Черно море докъм р. Искър. Границите им обаче отстъпват и са много стеснени и те обхващат пространството от гр. Варна до р. Янтра, като преминават на югозапад от Янтра към Севлиевско, a на северозапад към Свищовско. Преди един-два века и самият град Свищов е бил в областта на тези говори, както се вижда от някои писмени паметници, като Свищовския дамаскин, но днес в него се говори балкански.
Мизийски говори се срещат и в много нови селища в Добричко, Тутраканско и Силистренско, a в миналото и в Северна Добруджа.
Това ca емигранти от Шуменско, Провадийско и Разградско, които в началото на XIX в. (главно около 1828 г.) се преселили на север заедно с руските войски. От това време са и българските колонисти в Молдова, Русия и Украйна, които говорят мизийски.
Чрез непрекъснати постепенни преселвания на юг през балканските проходи при с. Аспарухово (Ченгè) и при с. Риш (Чълъ̀кавак) много преселници от Шуменско и Провадийско са се настанили в Тракия чак до Одринско, в Бургаско и в Странджа. Това са т. нар. „загорци“. Такива загорци се срещат в Карнобатско и Айтоско по пътя, по който е станало преселването им от север на юг.
Мизийските говори днес се пазят най-добре в Шуменско, Преславско, Новопазарско и Провадийско. Te ca запазени доста още в Поповско, Разградско, Беленско, Русенско, Тутраканско, Силистренско и отчасти в Търновско, но без някои от най-характерните им фонетични особености, на първо място широкото е вместо стб. ѣ. Същото е и с мизийските говори в Тракия.
Днешната територия на мизийските говори не е обширна затворена цялост. Старото население, говорило тези диалекти, много е намаляло и силно е примесено с балканджии – преселници от областта на балканските говори, та на места мъчно се отделя от него. Причините за постепенното изчезване на мизийските говори и за разширяването на балканските говори са както исторически, така и културно-икономически. Голяма част от старото местно мизийско население е била изселена или унищожена в миналото. Преселниците от Балкана, балканджиите, като по-енергични и по-предприемчиви, заселвайки се сред старите местни жители, бърже са ги асимилирали. Тоя процес се наблюдава и в наше време. Докато в края на XX век в Шуменско проф. Л. Милетич все още намира компактно мизийско население, което си служи с членна форма -о за мъжки род, днес тая членна форма „се среща сравнително рядко, защото наравно с нея, a може би и повече от нея се среща членната форма ъ или, с изяснение, на -а”.
Старите жители на Североизточна България, носители на мизийските говори, наричат себе си ерлѝи, ерлийци, т.е. местни жители (тур. yer – място). Покрай това название се среща още и названието хърцòи, ърцòи. В последно време то се избягва, защото преселниците-балканджии го употребяват като подигравателен и обиден прякор със смисъл „прости, глупави хора“. Проф. Милетич твърди, че старите местни жители дори с известна гордост се наричали хърцòи, та го приема като официално тяхно етнографско название. То обаче не е удобно, защото в основата си е свързано с подигравателно значение и произлиза от рум. raţoi – паток.
Подобни подигравателни названия-прякори има и в други области, например ỳмплеши в Севлиевско, фѝтове в Новозагорско, торлàци, шòпи в Западна България и пр.

## Особености
Най-важните особености на мизийските говори са:
- Изговор на широко e (ê) вместо стб. ѣ под ударение пред мека сричка: бềли, врềме, голềми, недềл’а, сềнк’и, цвềте, мрềжа, нềшту. Пред твърда сричка обаче се изговаря ’а: б’ал, р’ака, с’àнка, с’àну. Широкото ê в последно време се измества от обикновеното е, но все още се среща в Преславско, Новопазарско и Провадийско.
- Особено веларен (заден) изговор на еровата гласна под ударение: бчва, зби, вод, гур.
- Липса на съгласни х и ф. Съгласната х в началото на думата и в едни случаи в средата на думата между гласни е изпаднала (àпи, òди, ỳбус, л’àп, ранъ̀, дрèй, смеовè, снаà), в други случаи в средата на думата е минала в ѝ, ў или в (исъ̀йнал, пъ̀йне, мàйни, б’àўме, ѝмаўме, тỳўли, страўлѝва; тèвен „техен“, лежàва „лежаха“, пèкава, плèтава, стуйàва), a в края на думата е минала в ў (б’аў, „бях“, смаў, страў, пред’àў „предях“, плет’àў, вѝдеў „видях“, въ̀рнаў).

Съгласната ф е минала във в или ў: ванèла, вес (фес), венèр, чѝўта (чифта), съўсèм (съвсем), какъ̀ў (какъв), такъ̀ỳ, т’аў, жѝў (жив), кръ̀ў, ръкàў и др.
- Преход на съгласна д в н пред н, т.е. на групата дн в нн: бèнна (бедна), глàнна, жèнна, сèнна (седна), плàнн’ạ (пладне).
- Член за мъжки род единствено число под ударение -o, a без ударение -у: гърбò, нусò, кръкò, двòру, стòлу, чил’àку.

- Според Л. Милетич главната отличителна черта на мизийските говори от балканските е членната форма за мъжки род -о, по която той ги нарича о-говори за разлика от балканските ъ-говори. Б. Цонев отрича тая особеност като разделителен белег и той е прав, както се вижда от последните проучвания на българските говори в пределите на [бившия] Съветски съюз, където се срещат балкански говори с членна форма -о.

- Окончание -е за множествено число при многосрични съществителни имена от мъжки род: бъ̀лгаре, другàре, мàйстуре, урàче, бустàне, гъ̀лъбе, кòкъле, ръкàве, чурàпе.
- Окончание -е за множествено число под ударение при минали действителни причастия на -л: билè, душлè, мужлè.
- Употреба на предлог у и пълна липса на предлог в: у армàну, у вирò, у селòту, у Рỳсе, у мàрта, у недềл’а, у вềйти дрềй.[1].